# Kœnigsmark (roman)
Pour les articles homonymes, voir Kœnigsmark.
Kœnigsmark est le premier roman de Pierre Benoit, paru en 1918. Devenu un livre à succès de l’édition français (999 000 exemplaires vendus dont 870 000 en Livre de poche, chiffres arrêtés au début du XXIe siècle), il a véritablement lancé l’écrivain, qui deviendra romancier prolifique et académicien.
Le livre est retenu par l'Académie Goncourt en 1918 avec Simon le Pathétique de Jean Giraudoux, Civilisation de Georges Duhamel et Les Silences du colonel Bramble d'André Maurois pour la sélection au prix Goncourt, battu lors du vote final par quatre voix contre six à Duhamel,.
Il a été choisi en 1953 pour devenir le premier ouvrage de la collection du Livre de poche.

## Résumé
L’histoire est celle de l’amour d’un jeune professeur français, Raoul Vignerte, pour Aurore-Anna-Éléonore, grande duchesse de la principauté imaginaire de Lautenbourg-Detmold.
En 1909, Aurore, princesse Tumène originaire des steppes russes, épouse le grand-duc Rodolphe de Lautenbourg, cousin du Kaiser Guillaume II et héritier d’une petite principauté allemande. Mais celui-ci meurt mystérieusement à l’occasion d’une mission au Congo. En 1913, Raoul Vignerte arrive au palais en tant que précepteur de Joachim, fils du grand-duc Frédéric-Auguste de Lautenbourg, beau-frère et deuxième mari d’Aurore, qui a hérité du grand-duché. Vignerte va s’éprendre de la fascinante Aurore, qui semble apprécier sa compagnie autant que celle de sa dame de compagnie, Mélusine. À l’intrigue amoureuse, s’ajoute celle, politique et policière, de la disparition de Rodolphe. Au moment où tout semble se dénouer, à l'été 1914, la guerre éclate entre la France et l’Allemagne : c'est la première Guerre mondiale.

## Analyse

### Inspirations
Le personnage d'Aurore est probablement inspiré, au moins pour son nom, de Marie-Aurore de Königsmarck. Le meurtre de Philippe-Christophe de Kœnigsmark est évoqué. La conclusion du roman est inspirée de la fin de Salammbô de Gustave Flaubert : « Ainsi mourut, le 31 octobre 1914, le lieutenant Vignerte, pour avoir aimé la grande-duchesse Aurore de Lautenbourg-Detmold » (Kœnigsmark) en référence à « Ainsi mourut la fille d'Hamilcar pour avoir touché au manteau de Tanit » (Salammbô).

### Le Lautenbourg-Detmold
Kœnigsmark se situe dans la lignée des petits royaumes imaginaires, monarchies d'opérette d'Europe centrale, inventés par de nombreux auteurs de la fin du XIXe à la première moitié du XXe siècle. Celui qui lance ce genre littéraire appelé « Ruritanian novel » (romance ruritanienne) est Anthony Hope avec Le Prisonnier de Zenda (1894). On peut aussi citer la Syldavie du Sceptre d'Ottokar (1939) de Hergé.
Le grand-duché Lautenbourg-Detmold est présenté comme un des vingt-sept États de l'Empire allemand. D'une longueur de 100 km du nord au sud et entre 20 et 40 km d'est en ouest, il est peuplé de 280 000 habitants. Le Schwarzhügel, dernier contrefort du Harz, est le seul relief rompant la monotonie de la plaine hanovrienne. Du point de vue hydrographique, le grand-duché est limité par la Weser, traversé par l'Aller et surtout, la Melna (affluent de la précédente). L'Herrenwald, forêt de sapins et de hêtres, couvre le tiers du territoire. Si les terrains sablonneux, couvrant le reste, rend difficile l'agriculture, elle permet la principale ressource du pays : la chaufournerie. Dans la plaine septentrionale se trouve Sandau, ville uniquement industrielle. La seule autre ville est la capitale, Lautenbourg. En la découvrant, Vignerte a vécu des impressions similaires à celles du romancier Wilhelm Meyer-Förster (de) sur la ville allemande de Hanovre, la garnison allemande et le parc royal sous la neige, décrites dans son Le Baron de Heidenstamm.
Le palais royal de Lautenbourg est constitué d'un château Renaissance, construit au flanc d'un donjon gothique (survivance du manoir des vieux burgraves de Lautenbourg) et d'un palais Louis XIV copié sur le château de Versailles, tous luxueusement décorés de motifs dans le mode d'Augsbourg. L'architecte du grand-duc Ulrich, grand-père de Frédéric-Auguste, s'était chargé de réunir ces édifices dans un ensemble éclectique, en détruisant quelques bâtiments et élevant au milieu un hall. L'ancienne chapelle a été reconvertie en bibliothèque, semblable à celle du château de La Brède, mais en bien plus grande. Elle est une des plus belles du monde, ayant reçu plusieurs personnalités comme Gottfried Wilhelm Leibniz et de Karl Otfried Müller. Le palais est bordé par un jardin à la française et un autre à l'anglaise. Ce dernier est dû au grand-duc Frédéric, un des plus beaux produits du despotisme éclairé, qui reçut Voltaire et connut Jean-Jacques Rousseau.
La constitution est monarchique et les grands-ducs s'y succèdent par ordre de primogéniture. La loi salique n'y étant pas appliquée, les femmes ne sont pas exclues de la succession de la couronne ducale. Le grand-duc à l'époque de l'intrigue, Frédéric-Auguste a pour suzerain direct le roi de Wurtemberg. L'État élit trois députés au Reichstag : à ce moment-là, trois sont agrariens et un socialiste. Ils font partie de la diète ducale, se réunissant deux fois par an au château.
Le personnage du grand-duc ayant exploré l'Afrique est vraisemblablement inspiré par le prince Adolphe-Frédéric de Mecklembourg (1873-1969). Ce dernier était, comme le personnage du roman, apparenté avec de nombreuses familles régnantes. Officier prussien puis grand voyageur, il effectua plusieurs voyages en Afrique, notamment dans la zone du Congo, dont une partie, comme cela est rappelé dans le roman, fut cédée par la France à l'Allemagne après le coup d'Agadir.

## Adaptations
Le roman Kœnigsmark a également donné lieu à plusieurs adaptations :

### Au cinéma
- 1923 : Kœnigsmark, film muet français réalisé par Léonce Perret
- 1935 : Kœnigsmark, film français réalisé par Maurice Tourneur
- 1953 : Kœnigsmark, film français réalisé par Solange Térac

### Au théâtre

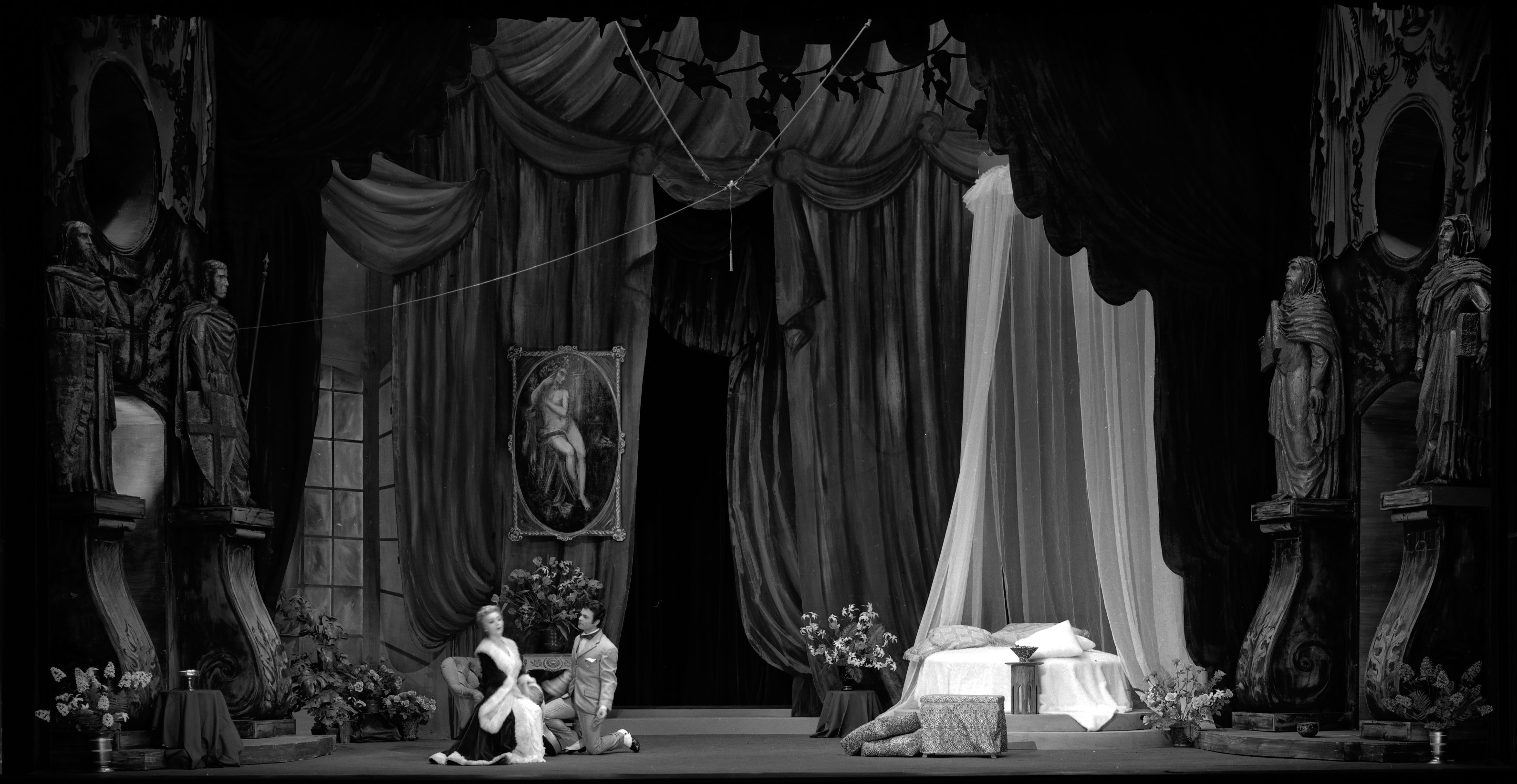
Interprétation de Kœnigsmark au Théâtre du Capitole de Toulouse.

- 1920 : Kœnigsmark, de Benno Vigny, au théâtre Antoine, 23 novembre[6].
- 1967 : Kœnigsmark, drame lyrique français mis en scène par Gabriel Couret, directeur artistique du Théâtre du Capitole de Toulouse[7]

### À la télévision
- 1968 : Kœnigsmark, téléfilm français réalisé par Jean Kerchbron